# Birkenes
Birkenes és un municipi situat al comtat d'Agder, Noruega. Té 5.147 habitants (2016) i la seva superfície és de 674.20 km². El centre administratiu del municipi és el poble de Birkeland.